# Каунасское перемирие
Каунасский мир — договор, подписанный 29 ноября 1920 года в Каунасе (столице Литвы) и по итогу окончивший польское наступление на Литву. Международный договор был составлен между 27 и 29 ноября 1920 года во время мирных переговоров между Литвой и Польшей под руководством Лиги Наций.

## Боевые действия
12 октября 1920 года солдаты Второй Польской Республики во главе с генералом Лучаном Желиговским напали на Литву в ходе события, известного как Мятеж Желиговского. После этого восточная часть страны была отделена, образовав Республику Центральная Литва, марионеточное государство Польши.
В ноябре армия Желиговского уже направлялась на Каунас. К 21 ноября войска Центральной Литвы вышли к линии реки Нявежис, в 50 км от Каунаса. Из-за того, что людей на фронте не хватало, Польша настаивала на перемирии с Литвой.

## Мирный договор
Мирный договор вступил в силу 30 ноября 1920 года. Страны обменялись военнопленными. Между польско-литовской границей была нейтральная полоса. Линия управлялась Лигой Наций и просуществовала до 1923 года.
1 марта 1922 года этот договор был задокументирован на французском языке в секретариате Лиги Наций в соответствии со статьей 18 Версальского мирного договора.
Позднее Польша присоединит к своему составу земли Центральной Литвы и город Вильно (современный Вильнюс).

## Последствия
В 1939 году Пакт Молотова-Риббентропа возвращает Литве Вильно. Но ненадолго, затем территорию Вильно, как и всю Литву, оккупирует СССР.

## См также
- Рижский мир